# Newman (Australia Occidental)
Newman (hasta 1981 Mount Newman) es una localidad localizada en la región de Pilbara, en el estado de Australia Occidental. Newman se localiza a 1.186 kilómetros al norte de Perth, la capital del estado y se encuentra a apenas 9 kilómetros por encima del trópico de Capricornio. Además, se sitúa a 191 kilómetros del Parque nacional Karijini.  Destaca por ser una localidad minera. 

## Historia

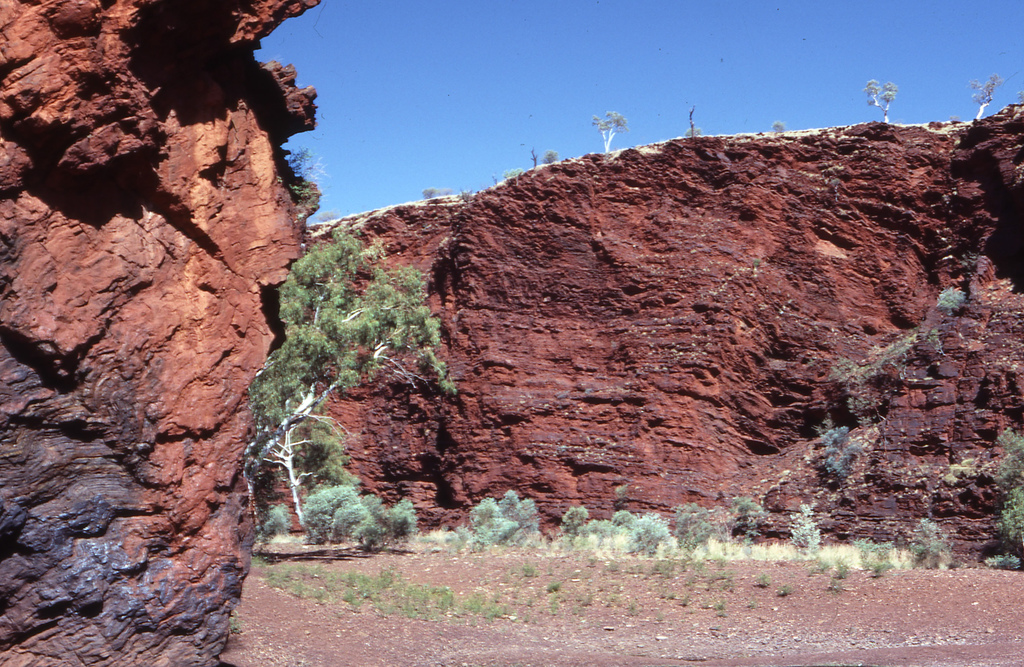
Depósitos de hierro

El espacio que hoy ocupa Newman estuvo poblado por aborígenes de la etnia Martu por alrededor de 26 000 años, y de hecho fue poco explorado por los europeos hasta finales del siglo XIX. La localidad recibe su nombre del explorador Aubrey Woodward Newman, el cual murió mientras dirigía una expedición en la zona en el año 1896. La primera familia asentada estableció una explotación ganadera en el año 1901, donde se criaban ovejas y reses. La economía se mantuvo netamente ganadera durante gran parte del siglo XX, con poco desarrollo. 
El pueblo de Mount Newman fue construido entre los años 1967 y 1969 por la compañía minera Mount Newman Mining Company Proprietary Ltd., como zona residencial y de servicios para los trabajadores de la explotación minera de hierro y minerales, que tenía lugar en la cercana mina de Mount Whaleback. 
Debido al duro ambiente de la zona con motivo de las actividades económicas mineras, en 1975 se plantaron unos 60.000 árboles y arbustos. En 1979 se completó en la localidad una planta de procesado del hierro y mineral, por lo que grandes cantidades de mineral empezaron a ser exportadas anualmente por ferrocarril hasta Port Hedland, situado al noroeste.

## Transporte
Existe un aeropuerto que da servicio a la ciudad, situado a 10,2 kilómetros de la ciudad, que la conecta principalmente con Perth así como con Porth Hedland.

## Clima
| Parámetros climáticos promedio de Newman (524 m s. n. m.) | Parámetros climáticos promedio de Newman (524 m s. n. m.) | Parámetros climáticos promedio de Newman (524 m s. n. m.) | Parámetros climáticos promedio de Newman (524 m s. n. m.) | Parámetros climáticos promedio de Newman (524 m s. n. m.) | Parámetros climáticos promedio de Newman (524 m s. n. m.) | Parámetros climáticos promedio de Newman (524 m s. n. m.) | Parámetros climáticos promedio de Newman (524 m s. n. m.) | Parámetros climáticos promedio de Newman (524 m s. n. m.) | Parámetros climáticos promedio de Newman (524 m s. n. m.) | Parámetros climáticos promedio de Newman (524 m s. n. m.) | Parámetros climáticos promedio de Newman (524 m s. n. m.) | Parámetros climáticos promedio de Newman (524 m s. n. m.) | Parámetros climáticos promedio de Newman (524 m s. n. m.) |
| Mes                                                       | Ene.                                                      | Feb.                                                      | Mar.                                                      | Abr.                                                      | May.                                                      | Jun.                                                      | Jul.                                                      | Ago.                                                      | Sep.                                                      | Oct.                                                      | Nov.                                                      | Dic.                                                      | Anual                                                     |
| --------------------------------------------------------- | --------------------------------------------------------- | --------------------------------------------------------- | --------------------------------------------------------- | --------------------------------------------------------- | --------------------------------------------------------- | --------------------------------------------------------- | --------------------------------------------------------- | --------------------------------------------------------- | --------------------------------------------------------- | --------------------------------------------------------- | --------------------------------------------------------- | --------------------------------------------------------- | --------------------------------------------------------- |
| Temp. máx. abs. (°C)                                      | 47.0                                                      | 46.0                                                      | 45.2                                                      | 40.9                                                      | 35.5                                                      | 33.0                                                      | 31.4                                                      | 34.3                                                      | 38.0                                                      | 42.9                                                      | 43.9                                                      | 46.7                                                      | 40.0                                                      |
| Temp. máx. media (°C)                                     | 39.1                                                      | 37.3                                                      | 35.4                                                      | 32.1                                                      | 27.2                                                      | 23.0                                                      | 23.0                                                      | 26.1                                                      | 30.5                                                      | 35.2                                                      | 37.5                                                      | 39.2                                                      | 32.1                                                      |
| Temp. mín. media (°C)                                     | 25.1                                                      | 24.0                                                      | 22.1                                                      | 17.6                                                      | 11.9                                                      | 7.4                                                       | 6.4                                                       | 7.9                                                       | 12.2                                                      | 17.7                                                      | 21.1                                                      | 24.0                                                      | 16.4                                                      |
| Temp. mín. abs. (°C)                                      | 15.8                                                      | 14.9                                                      | 9.0                                                       | 6.0                                                       | 1.0                                                       | -1.1                                                      | -2.0                                                      | -2.0                                                      | 1.0                                                       | 6.0                                                       | 11.8                                                      | 15.2                                                      | −2.0                                                      |
| Precipitación total (mm)                                  | 66.9                                                      | 70.4                                                      | 42.6                                                      | 21.4                                                      | 18.6                                                      | 16.2                                                      | 14.7                                                      | 6.6                                                       | 3.8                                                       | 5.9                                                       | 12.8                                                      | 35.5                                                      | 329.5                                                     |
| Días de precipitaciones (≥ 1 mm)                          | 6.9                                                       | 6.8                                                       | 4.7                                                       | 3.2                                                       | 2.7                                                       | 3.0                                                       | 2.6                                                       | 1.3                                                       | 0.8                                                       | 1.6                                                       | 2.8                                                       | 5.0                                                       | 41.4                                                      |
| Fuente: Australian Government (Bureau of Metereology)     |                                                           |                                                           |                                                           |                                                           |                                                           |                                                           |                                                           |                                                           |                                                           |                                                           |                                                           |                                                           |                                                           |